# 艾达尔营
第24独立突击营“艾达尔”（烏克蘭語：24-й окремий штурмовий батальйон «Айдар»） ，通称艾达尔营，是乌克兰陆军的一个突击营。该部队参加了顿巴斯战争，拥有大约400名成员。它以最初部署的卢甘斯克州的艾達爾河命名。截至2018年10月，该营失去了130名阵亡士兵。

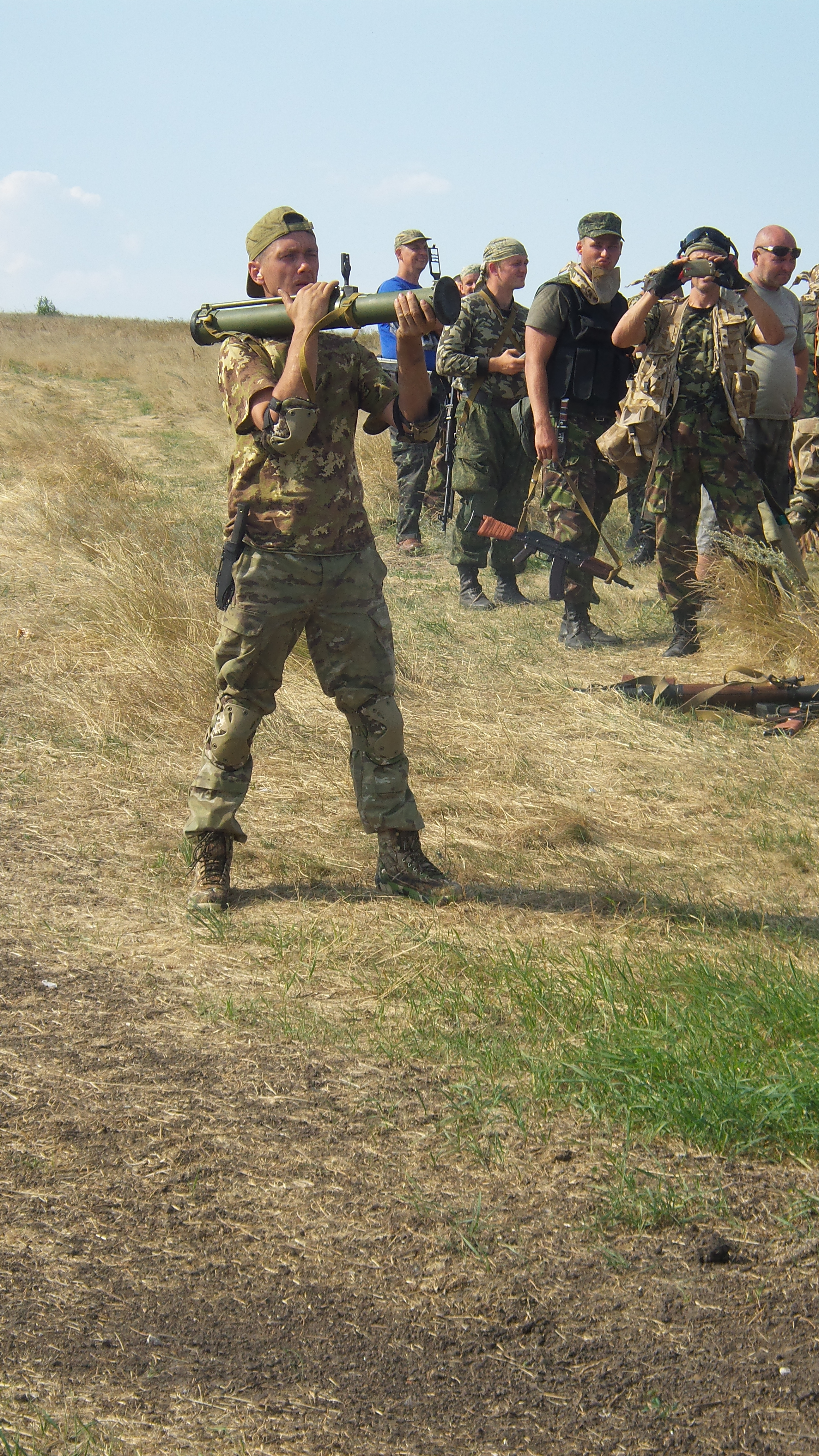
卢甘斯克地区的艾达尔营，2014年8月2日

该营成立于2014年5月，是乌克兰第一个领土防御营——隶属于烏克蘭國防部的志愿军事分遣队。 
在2014年烏克蘭議會選舉中，前艾达尔营指挥官谢尔盖·梅利尼丘克成为代表奥列格·利亚什科激进党的乌克兰最高拉达成员；他在此党的选举名单上排名第三。该营第二连的指挥官伊戈尔·拉平在同一次选举中赢得盧茨克的一个選區席位后，成为人民阵线的议员。两人都没有在2019年乌克兰议会选举中连任（梅利尼丘克以0.31%的得票率在新莫斯科夫斯克的一个选区落选；拉平在欧洲团结联盟的选举名单（排名49位）中排名不够高，无法当选） 。
2014年8月8日，乌克兰国防部长瓦列里·謝列特表示，该营将进行重组，将获得更好的装备，并将执行更多的战斗任务。艾达尔营营长梅利尼丘克将该命令描述为“犯罪”，但在2015年，他承认该营的大多数士兵已经被收编为正规军。 
在2014年9月6日宣布停火后，数十名成员在夏斯季耶南部的一次伏击中丧生后，该营成为人们关注的焦点。 
2015年1月下旬和2月上旬，该营在几座政府大楼设置了纠察线，而后由对峙逐渐上升至冲突。

该营于2015年3月2日正式解散，“以防止一些志愿部队代表的非法行为”（乌克兰武装部队总参谋部的说法）。 经过重新筛选，该营被重组为乌克兰陆军第24独立突击营，Yevhen Ptashnik中校被任命为营长。 2016年1月，第24独立突击营被并入乌克兰陆军第10山地突击旅。后来该营又被并入第53机械化旅。

## 成员和结构
该营由来自利沃夫、切尔尼戈夫、卢甘斯克、哈爾科夫、克里米亚、基輔、伊万诺-弗兰科夫斯克和頓涅茨克地区的志愿者组成。其中包括卢甘斯克州立法机构的一名成员、 亞歷山德羅夫斯克的前市长，以及来自基辅广场起义抗议活动的自卫活动家。2014年6月，它有大约400名成员。 
该营有几个分区
- Kholodnyi Yar
- Company "West"
- Afgan company
- Volyn company
- Autorota
- Golden company

两名来自Svenskarnas党的瑞典新纳粹分子于2013年和2014年加入该营，成为瑞典的头条新闻，因为其中一名新纳粹分子正在竞选地方议会选举。  

## 关于侵犯人权和战争罪的指控
2014年7月，俄罗斯开始对该营指挥官梅利尼丘克进行刑事调查，罪名是“组织杀害平民”。它的志愿飞行员纳季娅·萨夫琴科在卢甘斯克附近被亲俄分裂分子抓获，被运送到俄罗斯并被指控杀害两名俄罗斯记者。  
2014年9月8日，國際特赦組織声称该营犯下了战争罪，包括绑架、非法拘留、虐待、盗窃、勒索和可能的处决。 
2014年12月24日，国际特赦组织报告说，该部队正在阻止从乌克兰向亲俄武装控制区的民众提供人道主义援助，这些地区超过一半的人口依赖粮食援助。另据国际特赦组织称，该营、顿巴斯营和第聂伯罗-1营表示，他们正在阻止援助，因为他们“认为食物和衣服最终落入坏人之手，可能会被出售而不是作为人道主义援助提供”。国际特赦组织欧洲和中亚地区代理主任丹尼斯·克里沃舍夫（Denis Krivosheev）表示，“将平民挨饿作为战争手段是一种战争罪”。
2015年4月，由乌克兰政府任命的盧甘斯克州州長Hennadiy Moskal表示，该营正在“恐吓该地区”，并要求乌克兰国防部在发生一系列盗窃事件后控制其成员，包括救护车和收购面包厂。

## 图集

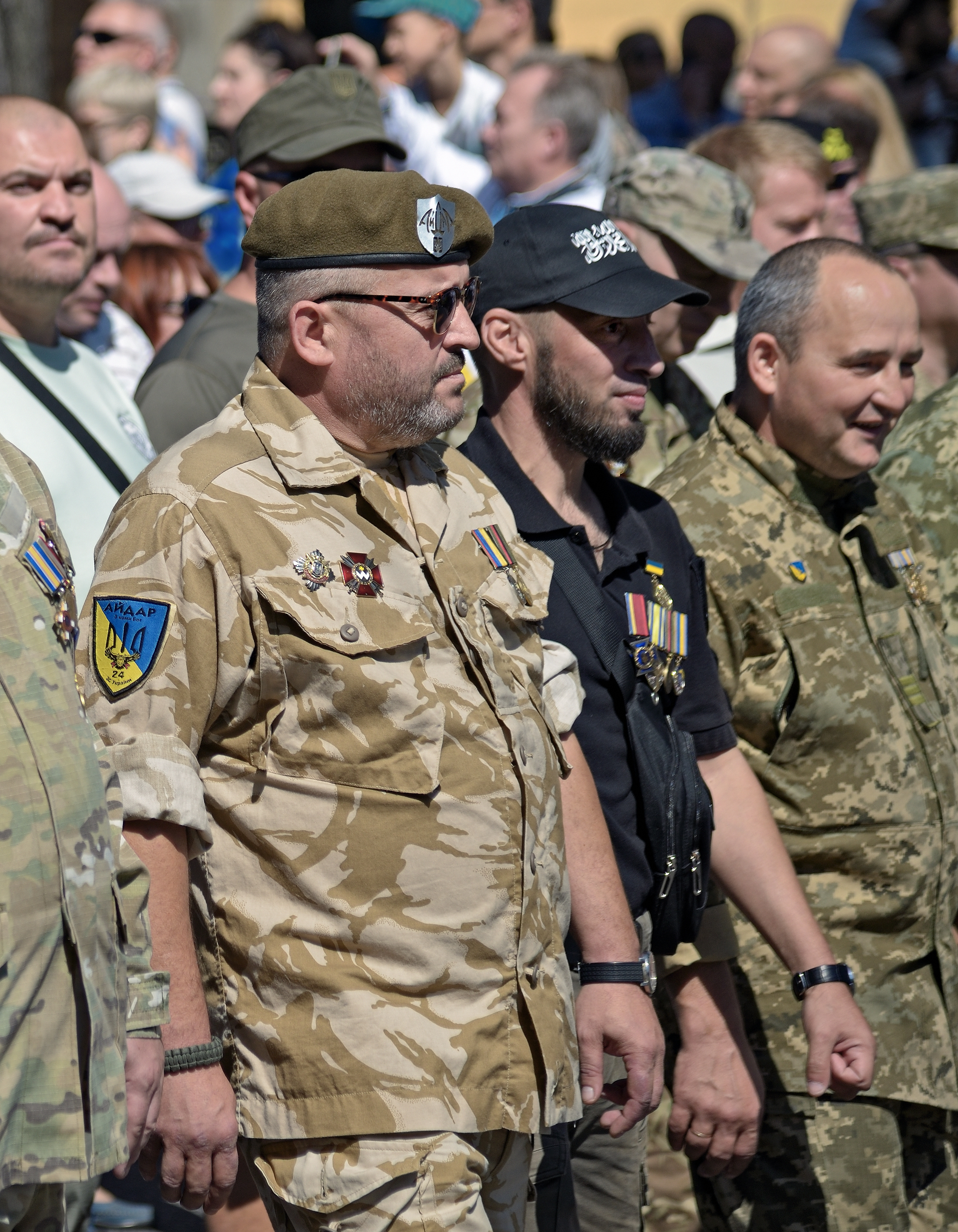
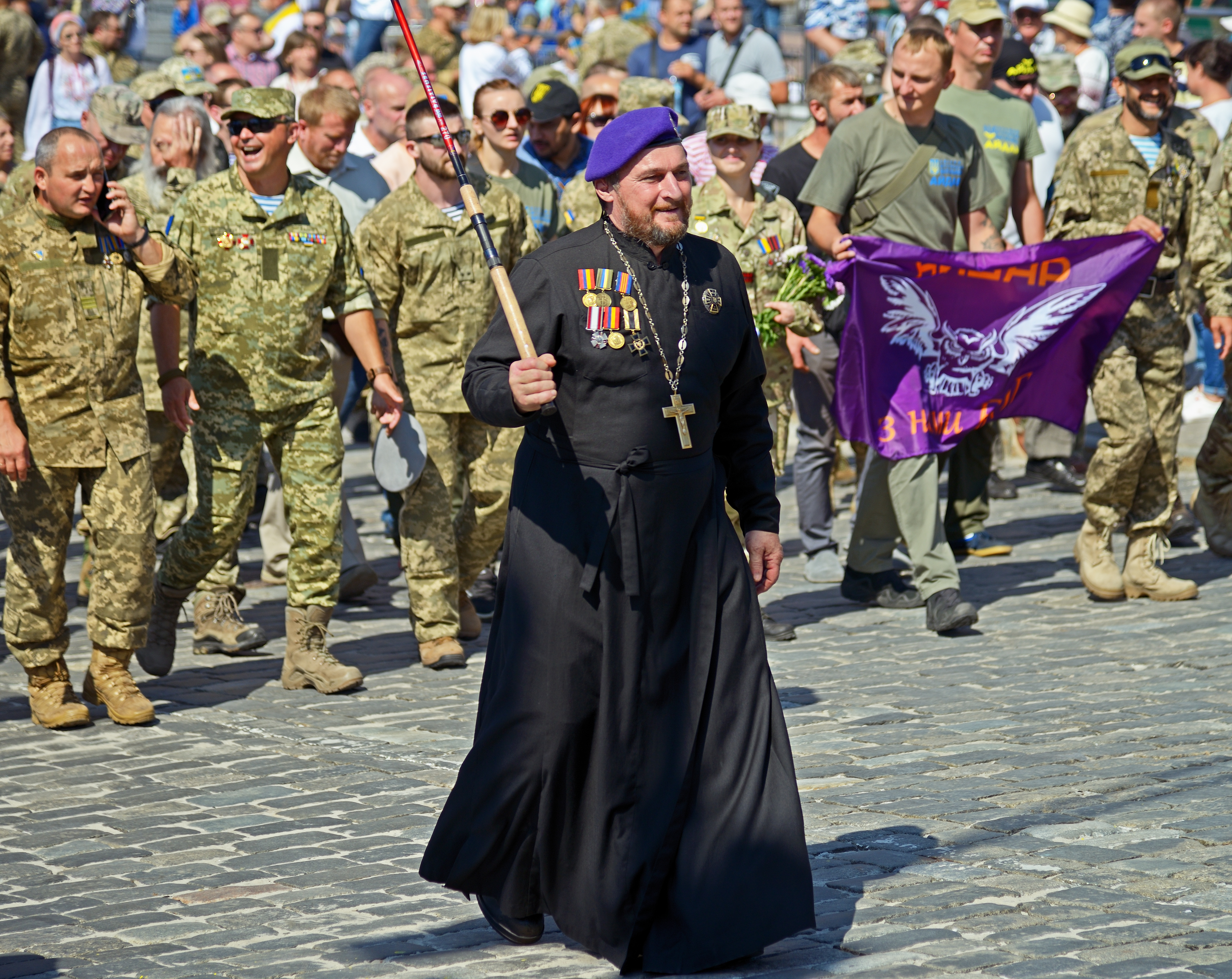
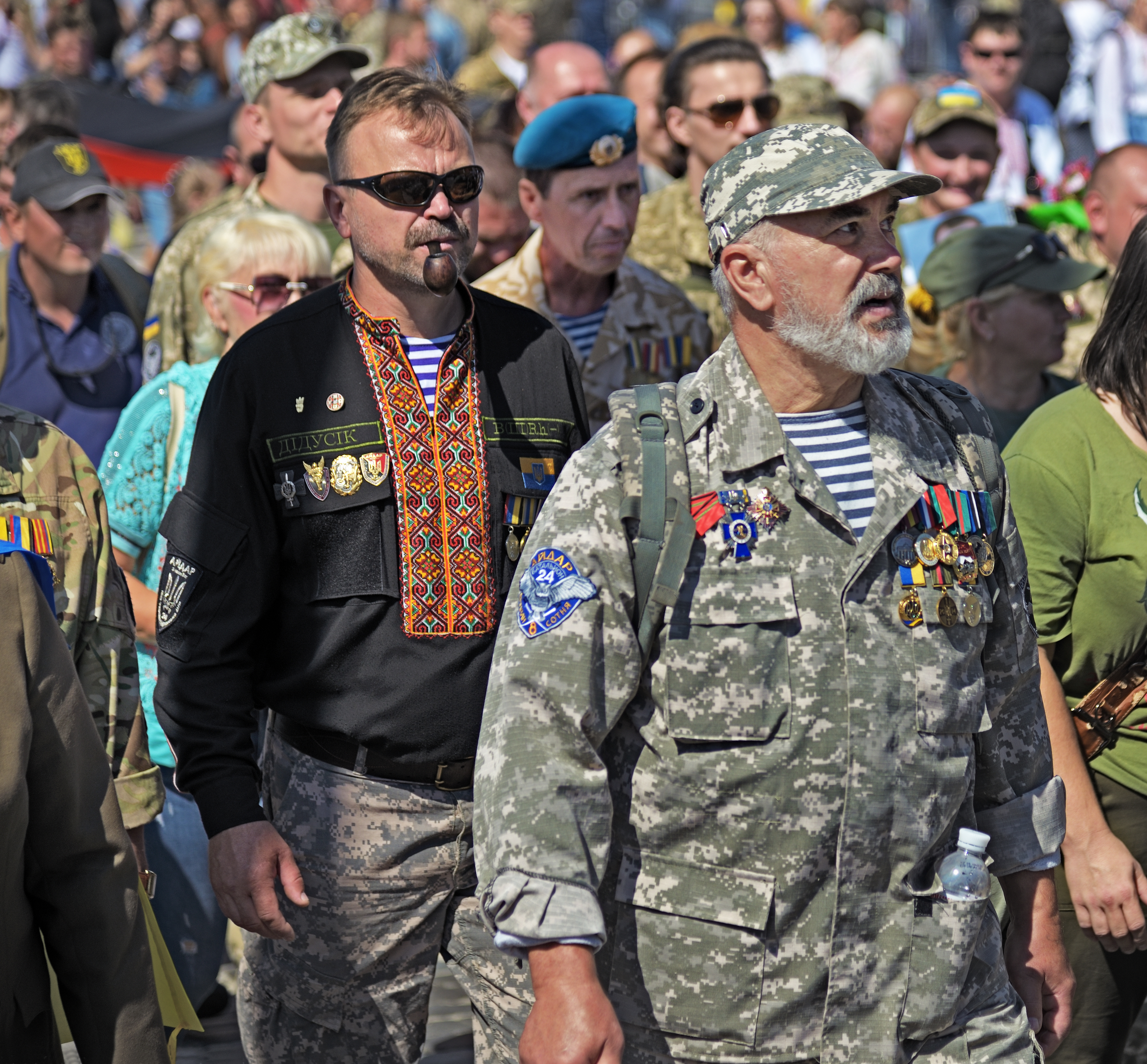
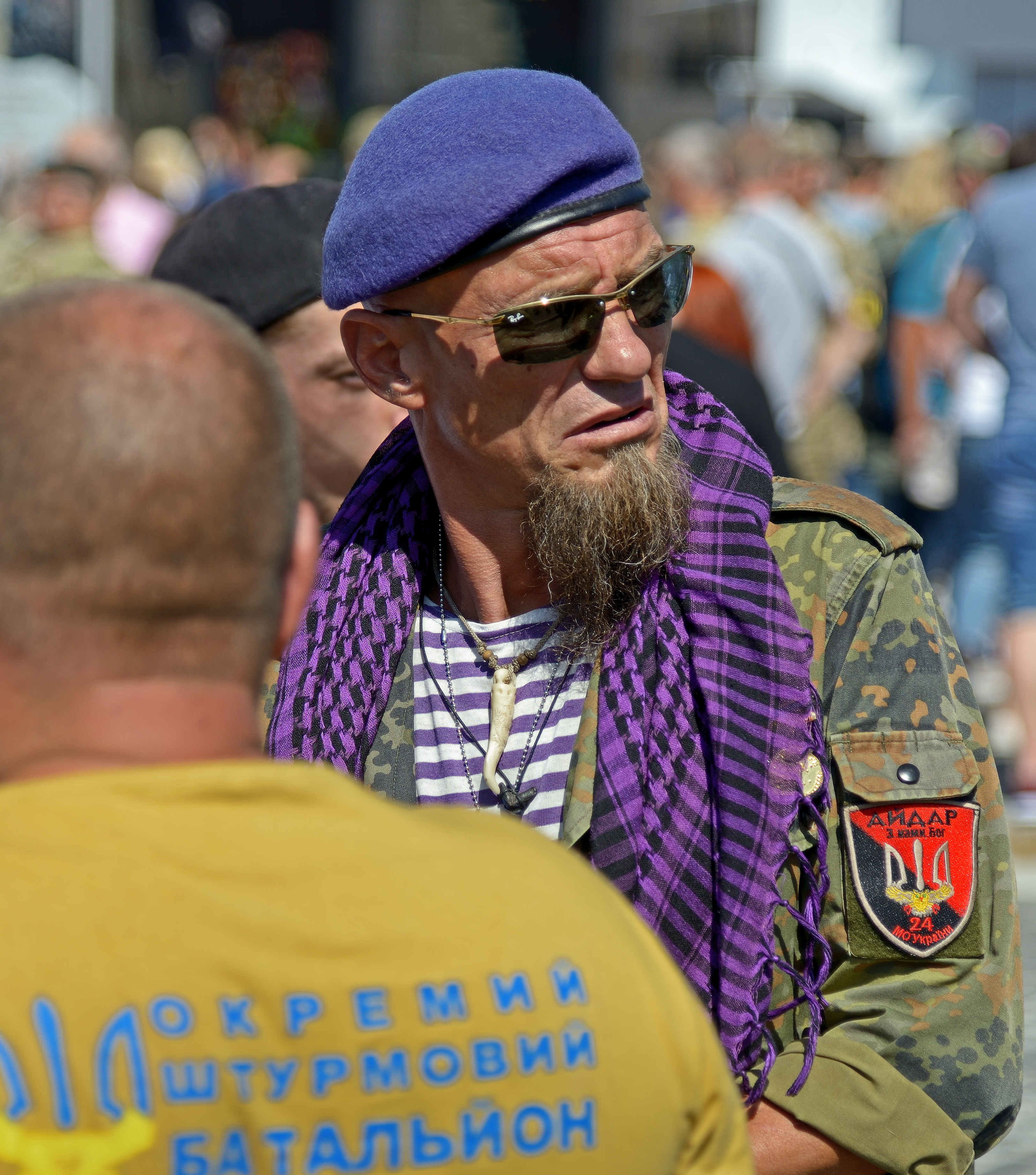